# 工人社会主义运动 (智利)
工人社会主义运动（西班牙語：Movimiento Socialista de los Trabajadores，缩写为MST）是智利的一个托洛茨基主义政党。该党成立于2010年3月。该党的意识形态是社会主义、马克思主义、托洛茨基主义、莫雷诺主义。该党出版刊物《反资本主义选项》。该党是国际工人团结—第四国际的支部。